# Nationale Minderheit
Als nationale Minderheit wird eine ethnische Minderheit bezeichnet, die unter die Bestimmungen des Rahmenübereinkommens zum Schutz nationaler Minderheiten des Europarates fällt.

## Grundlagen
Der Begriff bezeichnet – anders als „Volksgruppe“ oder „ethnische Minderheit“ – einen juristischen Status, der mit der Garantie bestimmter Rechte u. a. im Bereich des Bildungswesens und der Sprachförderung verbunden ist. Hierbei ist es unerheblich, ob diese Gruppe ethnisch dem Staatsvolk eines anderen Staates angehört (beispielsweise Dänen in Deutschland, Ungarn in Rumänien, Italiener in Slowenien, deutsche Minderheiten in Osteuropa wie die Donauschwaben), ob sie in mehreren Staaten als Minderheiten lebt (beispielsweise Friesen in Deutschland und den Niederlanden, Roma in weiten Teilen Europas) oder als geschlossene ethnische Gruppe in nur einem Land beheimatet ist (beispielsweise Sorben in Deutschland, Kaschuben in Polen).
Auf europäischer Ebene wird der Begriff „nationale Minderheit“ häufig als Oberbegriff für religiöse, sprachliche, ethnische und kulturelle Minderheiten verwendet. Sowohl in den Dokumenten des Europarates als auch in denjenigen der Organisation für Sicherheit und Zusammenarbeit in Europa (OSZE) wird der Terminus der nationalen Minderheit verwendet. Allerdings gibt es auch im Rahmen dieser Organisationen keine allseits akzeptierte Definition dieses Begriffs. Die Parlamentarische Versammlung des Europarates hat 1993 einen Definitionsversuch unternommen. In einem Entwurf für ein Zusatzprotokoll zur Europäischen Menschenrechtskonvention (EMRK) betreffend den Schutz nationaler Minderheiten (das nicht zustande kam) wird als nationale Minderheit eine Gruppe von Personen bezeichnet, die
- im Hoheitsgebiet eines Staates ansässig und dessen Staatsbürger sind,
- langjährige, feste und dauerhafte Verbindungen zu diesem Staat aufrechterhalten,
- besondere ethnische, kulturelle, religiöse oder sprachliche Merkmale aufweisen,
- ausreichend repräsentativ sind, obwohl ihre Zahl geringer ist als die der übrigen Bevölkerung dieses Staates oder einer Region dieses Staates,
- vom Wunsch beseelt sind, die für ihre Identität charakteristischen Merkmale, insbesondere ihre Kultur, ihre Traditionen ihre Religion oder ihre Sprache, gemeinsam zu erhalten.[2]

Das Rahmenübereinkommen zum Schutz nationaler Minderheiten vom 1. November 1995 enthält hingegen keine Definition des Begriffs; dies bleibt den nationalen Übernahmen vorbehalten.

## Nationale Minderheiten in deutschsprachigen Staaten

### Deutschland

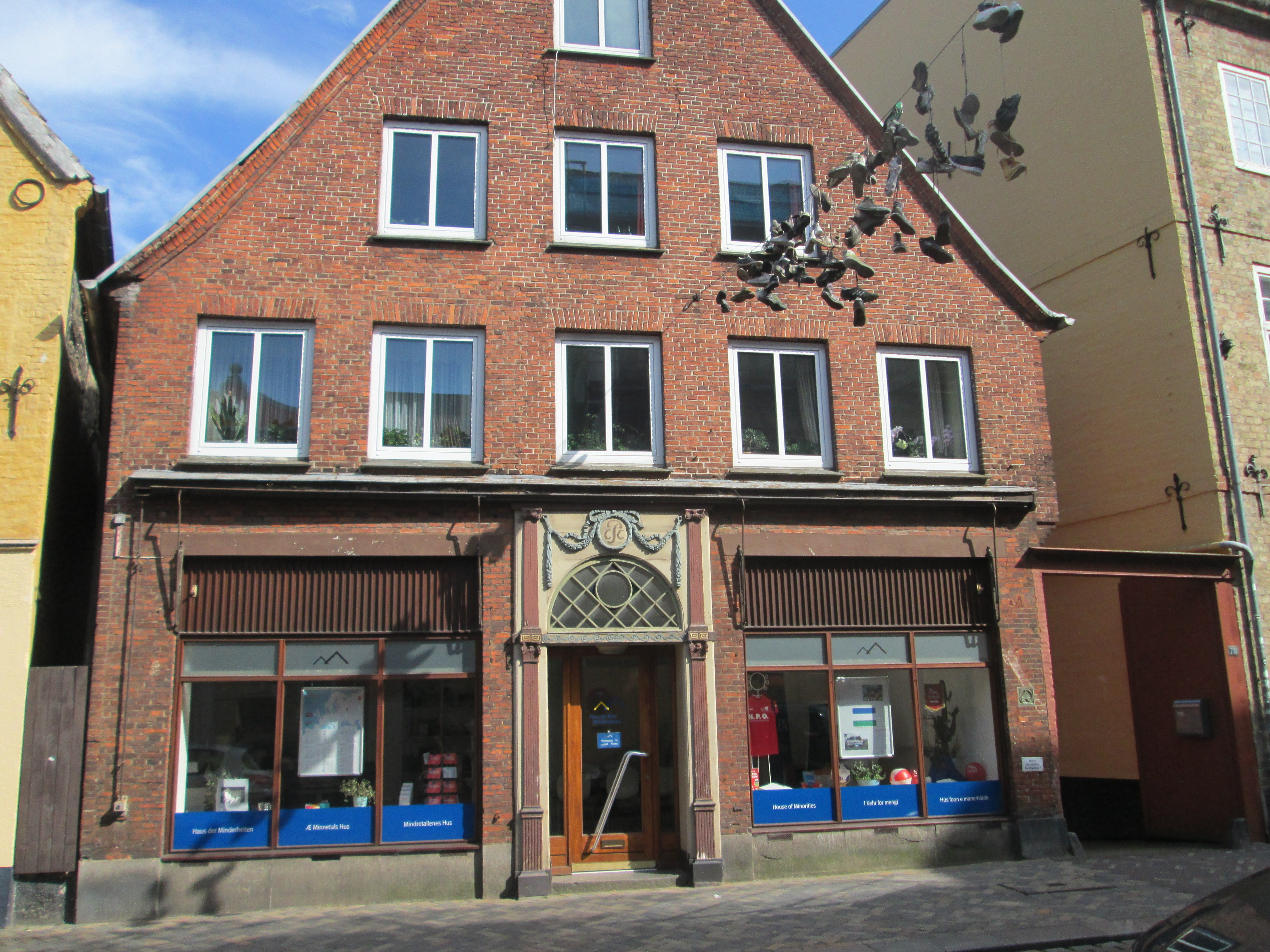
Haus der Minderheiten in Flensburg

Die Bundesrepublik Deutschland hat das Rahmenabkommen 1997 unterzeichnet. Dabei merkt es ausdrücklich an, dass es Sache der einzelnen Vertragsstaaten [ist] zu bestimmen, auf welche Gruppen es nach der Ratifizierung Anwendung findet.
Die vier in Deutschland anerkannten nationalen Minderheiten sind:
- die  dänische Minderheit: Etwa 50.000 Dänen mit deutscher Staatsangehörigkeit siedeln im schleswig-holsteinischen Landesteil Schleswig (dänische Südschleswiger) und bilden hier seit dem 1864 für Dänemark verlorenen Krieg gegen die Preußen und Österreicher eine Minderheit. Die Region wurde ab dem 7. Jahrhundert von Dänen besiedelt.[5]
- die Volksgruppe der Friesen: Als Volk der Küstenregion sind die Friesen an der Nordsee – zunächst im niederländischen Westfriesland und im niedersächsischen Ostfriesland – seit Beginn der Zeitrechnung bekannt. Nach Nordfriesland im heutigen Schleswig-Holstein wanderten die Friesen etwa im 7. Jahrhundert zu, in das Saterland zwischen 1100 und 1400 n. Chr.
- die nationale Minderheit der Sinti und Roma: In historischen Dokumenten in Deutschland werden die Roma seit dem 14. Jahrhundert erwähnt. Die auf rund 70.000 Personen geschätzte Volksgruppe besitzt die deutsche Staatsbürgerschaft und wohnt vor allem in den großstädtischen Ballungszentren Deutschlands.
- die Sorben bzw. das sorbische Volk: Ab etwa dem Jahr 600 n. Chr. sind die slawischen Sorben aus dem Osten in das von Germanen weitgehend verlassene Gebiet östlich von Elbe und Saale zugewandert. Heute wohnen in der Niederlausitz (Land Brandenburg) etwa 20.000 Niedersorben und in der Oberlausitz (Freistaat Sachsen) ca. 40.000 Obersorben.

Der Terminus „nationale Minderheit“ wird nur auf Dänen sowie Sinti und Roma angewendet, während die Friesen – ohne dass dies ihren rechtlichen Status ändern würde – als „Volksgruppe“ und die Sorben als „Volk“ bezeichnet werden. Diese Sprachregelung geht auf ideologische Verwerfungen zwischen den sogenannten nationalen Friesen bzw. dänisch gesinnten Nordfriesen einerseits und den deutsch gesinnten Nordfriesen andererseits aus der Zeit der Volksabstimmung in Schleswig von 1920 zurück. Nach dem Verbleib Nordfrieslands bei Deutschland betrieben die nationalen Friesen, die in der Folgezeit eng mit der dänischen Minderheit zusammenarbeiteten, eine aktive Minderheitenpolitik. Die deutsch gesinnten Friesen hingegen mieden diesen Begriff und eine entsprechende Abgrenzungspolitik, sie stellten ihre Arbeit für die friesische Sprache und Kultur in den Rahmen einer besonderen Stammesart der deutschen Kultur. Dieser ideologische Gegensatz wirkt bis heute fort und führt dazu, dass sich der Großteil der Friesen auch bei ausgeprägter friesischer Identität nicht als „Minderheit“ bezeichnen lassen möchte.
Folgende Kriterien müssen zur Bestimmung als nationale Minderheit in Deutschland erfüllt sein:
1. Die Angehörigen sind deutsche Staatsangehörige;
2. Sie unterscheiden sich vom Mehrheitsvolk durch eigene Sprache, Kultur und Geschichte, also durch eine eigene Identität;
3. Sie wollen diese Identität bewahren;
4. Sie sind traditionell in Deutschland heimisch;
5. Sie leben hier in angestammten Siedlungsgebieten.[8]

Bis zu ihrer Entrechtung am 7. September 1939 gab es im Deutschen Reich auch eine anerkannte polnische Minderheit. Heute gehören alle ehemals deutschen Gebiete, in denen eine polnische Minderheit ansässig war, zum Staatsgebiet der Republik Polen.
Die vier autochthonen nationalen Minderheiten Deutschlands (Dänische Südschleswiger, Friesen, Sorben und Roma) arbeiten seit 2005 deutschlandweit im Minderheitenrat und dessen Minderheitensekretariat in Berlin zusammen. Das Minderheitensekretariat fungiert vor allem als Verbindungsstelle der nationalen Minderheiten zum Bundestag, Bundesrat und zur Bundesregierung und begleitet die parlamentarische Arbeit auf Bundesebene in Hinblick auf minderheitenpolitische Belange. Der dem Minderheitensekretariat verbundene Minderheitenrat arbeitet vor allem als gemeinsame politischen Interessensvertretung und setzt sich unter anderem für die Aufnahme eines eigenen Artikels für die vier nationalen Minderheiten im Grundgesetz ein (ähnlich entsprechender Artikel in den Landesverfassungen Brandenburgs, Sachsens und Schleswig-Holsteins). Bereits zwischen 1924 und 1939 gab es als Vorläufer des Minderheitenrates den Verband der nationalen Minderheiten in Deutschland.

### Österreich
Die Minderheiten genießen in Österreich den Schutz, der vorerst im Vertrag von Saint-Germain von 1919 und nach dem Zweiten Weltkrieg im Artikel 7 des Österreichischen Staatsvertrages festgehalten ist.
Der Gesetzgeber Österreichs definiert sowohl in der Ratifikation des Rahmenübereinkommens im BGBl. III Nr. 120/1998 unter dem Begriff „nationale Minderheiten“ im Sinne des Rahmenübereinkommens wie auch im § 1 (2) des Volksgruppengesetzes von 1976 als Volksgruppen im Sinne dieses Bundesgesetzes:

„[…] die in Teilen des Bundesgebietes wohnhaften und beheimateten Gruppen österreichischer Staatsbürger mit nichtdeutscher Muttersprache und eigenem Volkstum.“

Damit wird der Begriff der Volksgruppe mit denen der ethnischen und der sprachlichen Minderheit wie auch der eigenständigen Kultur verbunden.
Als autochthone Volksgruppe sind anerkannt:
- die burgenlandkroatische Volksgruppe, siehe Kroaten, Burgenlandkroaten
- die slowenische Volksgruppe, siehe Slowenen, Kärntner Slowenen
- die ungarische Volksgruppe, siehe Magyaren, Burgenlandungarn
- die tschechische Volksgruppe, siehe Tschechen
- die slowakische Volksgruppe, siehe Slowaken
- die Volksgruppe der Roma (seit 1993), siehe Roma, Burgenland-Roma

wobei die kroatische und slowenische Minderheit des Burgenlandes, der Steiermark und Kärntens den direkten Schutz des Staatsvertrages genießen.
Sie machen weniger als ein Prozent der Gesamtbevölkerung aus. In bestimmten Bezirken ist ihr freier Sprachgebrauch als Amtssprache (auch vor Gericht), sowie der Schulbesuch in der Muttersprache gewährleistet. In diesen Orten sind auch zweisprachige Ortstafeln aufzustellen – dem Anlass des Ortstafelstreits.

### Schweiz
Die Schweizerische Eidgenossenschaft hat das Rahmenabkommen 1998 ratifiziert und in einer auslegenden Erklärung den Begriff der nationalen Minderheit folgendermaßen in seiner Anwendbarkeit auf Schweizer Bevölkerungsgruppen eingegrenzt:

„Als nationale Minderheiten im Sinne des vorliegenden Rahmenübereinkommens gelten in der Schweiz diejenigen Gruppen von Personen, die zahlenmäßig kleiner als der Rest der Bevölkerung des Landes oder eines Kantons sind, deren Angehörige die schweizerische Staatsbürgerschaft besitzen, alte, solide und dauerhafte Bindungen zur Schweiz unterhalten und vom Willen getragen werden, gemeinsam zu bewahren, was ihre Identität ausmacht, insbesondere ihre Kultur, ihre Traditionen, ihre Religion oder ihre Sprache.“

Seit Herbst 2016 erklären die Schweizer Bundesbehörden: „Mit der Ratifizierung des Rahmenübereinkommens des Europarats vom 1. Februar 1995 zum Schutz nationaler Minderheiten hat die Schweiz die schweizerischen Jenischen und Sinti als eine nationale Minderheit anerkannt – unabhängig davon ob sie fahrend oder sesshaft leben.“ Seit 1998 bezeichnete die Eidgenossenschaft die „Fahrenden“ mit Schweizer Staatsbürgerschaft als anerkannte nationale Minderheit. Ein Antrag zur Anerkennung der Roma war beim Bundesrat hängig. Diesen Antrag hat der Bundesrat im Juni 2018 abgelehnt, bekräftigt aber, «Rassismus und negative Stereotypen zu bekämpfen und die Roma vor Diskriminierung zu schützen».

### Belgien
Belgien hat das Rahmenabkommen 2001 unterzeichnet, bisher aber nicht ratifiziert. Politisch besteht insbesondere auf Seiten der flämischen Volksgruppe die Befürchtung, dass eine Ratifizierung die bestehenden komplexen Gleichgewichtsverhältnisse und Vereinbarungen zwischen den drei Sprachgemeinschaften Belgiens gefährden könnte.

### Liechtenstein
Liechtenstein erklärt

„daß insbesondere die Art. 24 und 25 des Rahmenübereinkommens unter Berücksichtigung der Tatsache zu verstehen sind, daß es im Fürstentum Liechtenstein keine nationalen Minderheiten im Sinne des Rahmenübereinkommens gibt. Liechtenstein betrachtet seine Ratifikation des Rahmenübereinkommens als einen Akt der Solidarität im Hinblick auf die Ziele des Übereinkommens.“

Artikel 24 klärt den Durchführungsmechanismus, Art. 25 die Übermittlung der Informationen über die Gesetzgebungsmaßnahmen an den Europarat.

### Luxemburg
Luxemburg hat das Rahmenabkommen 1995 unterzeichnet, bisher aber nicht ratifiziert.

## Nationale Minderheiten in Europa
In Polen gibt es neun nationale und vier ethnische Minderheiten (siehe auch Polen#Bevölkerungsstruktur). Im polnischen „Minderheitengesetz“ ist der Unterschied zwischen einer nationalen und einer ethnischen Minderheit dadurch definiert, dass sich die nationale Minderheit, im Gegensatz zur ethnischen Minderheit, mit „der organisierten Nation in ihrem eigenen Land“ identifiziert. Demnach haben Armenier, Deutsche, Juden, Litauer, Russen, Slowaken, Tschechen, Ukrainer und Weißrussen den Status von nationalen, Karäer (ethno-religiöse Minderheit), Lemken, Roma und Tataren den von ethnischen Minderheiten. Insgesamt sind es 253.273 Personen, was 0,7 % der Bevölkerung Polens ausmacht.
In Ungarn sind mit den Armeniern, Bulgaren, Deutschen, Griechen, Kroaten, Polen, Rumänen, Russinen, Serben, Slowaken, Slowenen und Ukrainern insgesamt 12 Gruppierungen als nationale Minderheiten anerkannt (siehe auch Ethnische Gruppen in Ungarn).
Im Kosovo leben hauptsächlich Albaner (Kosovo-Albaner). Neben ihnen sind Serben, Bosniaken (Bosniaken im Kosovo), Roma, Aschkali, Kroaten (Janjevci), Goranen, Torbeschen, Kosovo-Türken und die so bezeichneten Ägypter (Kosovo-Ägypter) als nationale Minderheit anerkannt (siehe auch Ethnische Gruppen im Kosovo). Die sechs Sterne auf der Flagge des Kosovo stehen für die Albaner, Serben, Bosniaken, Roma, Türken sowie für die restlichen Minderheiten des Landes.